# 教宗良十四世就職彌撒
中歐夏令時間2025年5月18日，教宗良十四世舉行就職彌撒，正式展開其作為羅馬主教的牧職。該彌撒儀式全名為「羅馬主教開始伯多祿牧職彌撒」（義大利語：Celebrazione Eucaristica per l'Inizio del Ministero del Vescovo di Roma），吸引約20萬人出席，包括數十位國家元首及150個官方代表團。雖然良十四世在2025年教宗選舉秘密會議中當選，並於西斯汀小堂接受選舉結果時已成為當選教宗，但這場就職彌撒則象徵其牧職正式展開。彌撒期間，他獲授象徵教宗職權的羊毛披帶及漁人權戒。儀式後，良十四世亦與來自世界各地的代表團及領袖會面。

## 儀式

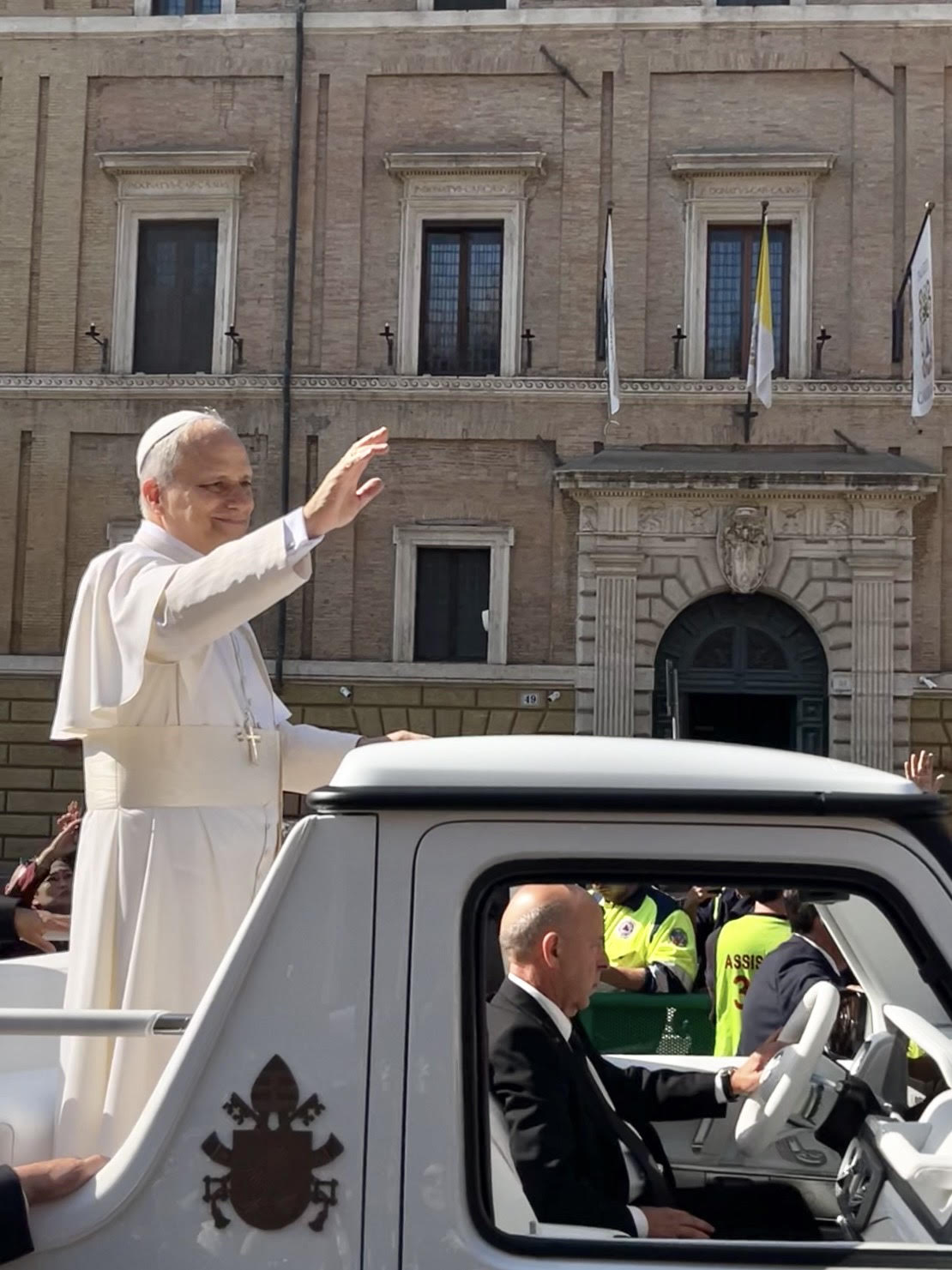
教宗良十四世乘坐教宗座駕巡遊聖伯多祿廣場

教宗良十四世於正式彌撒開始前，首次乘坐教宗座駕在聖伯多祿廣場巡遊，沿途民眾高呼「教宗萬歲！」（Viva il Papa!）、「USA！USA！」，甚至有人高喊「芝加哥白襪！」（White Sox!），向他出生地及他鍾愛的棒球隊致意。儀式於上午10時正式開始，地點為聖伯多祿大殿主壇華蓋之下、聖伯多祿墓前。良十四世在來自東儀天主教會各宗主教的陪同下焚香致敬，詠唱團同時唱出《爾乃磐石》（Tu es Petrus）。隨後，他自地下墓穴步出，由兩位執事捧持象徵教宗職權的漁人權戒與羊毛披帶，並與多名樞機及主教一同走上廣場，沿途唱誦傳統聖歌《基督君王頌》（Laudes Regiae）。教宗其後主持復活主日傳統的灑聖水儀式。

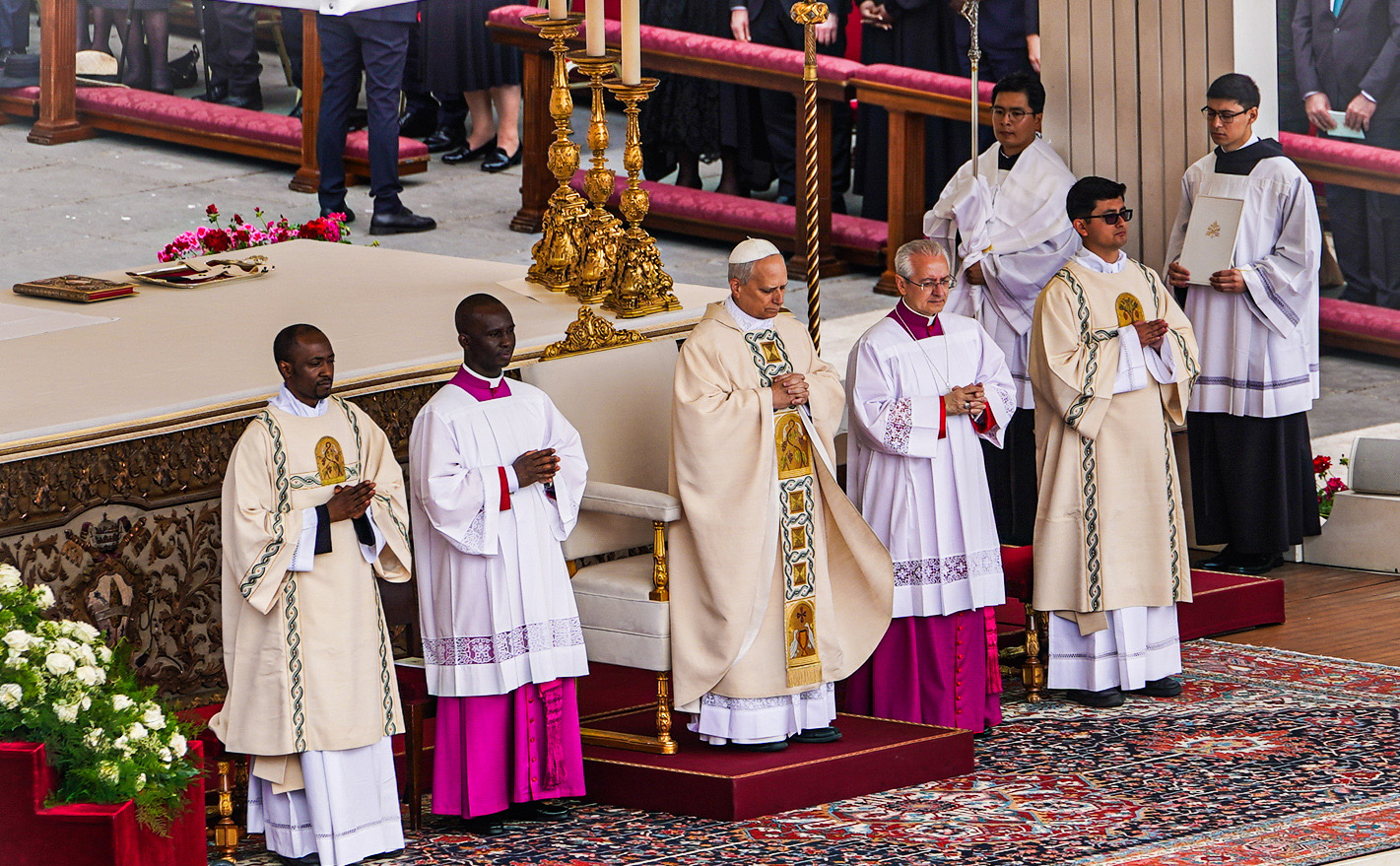
教宗良十四世在祭壇前

讀經部分則反映教宗本人的背景與牧職經歷。第一篇讀經選自《宗徒大事錄》4:8-12，以西班牙語宣讀，呼應他曾任職的秘魯奇克拉約教區。答唱詠]部分則選用了《聖詠集》第117篇與第118篇，以意大利語演唱，對應他如今服務的羅馬教區；第二篇讀經來自《伯多祿前書》5:1-5, 10-11，由北美宗座學院一名教職員以英語朗讀，象徵他在美國出生的身分。福音則選讀《若望福音》第21章，先以拉丁文由印第安納州韋恩堡—南本德教區的執事誦讀，再以希臘文重誦。
在就職彌撒中，三名樞機分別代表不同級別的樞機團向教宗良十四世授予象徵教宗牧職的標誌：執事級樞機代表、樞機瑪略·澤納里，將羊毛披帶披於教宗肩上；司鐸級樞機代表、樞機弗里多林·安邦戈·貝松古，為教宗奉上祝禱；主教級樞機代表、樞機類思·安多尼·塔格萊，則向教宗授予漁人權戒。儀式期間，良十四世明顯流露動容之情。其後，良十四世接見來自全球12名天主教代表，包括神職人員、度奉獻生活者、一對已婚夫婦及青年代表。隨即，他以意大利語發表講道。
彌撒中的信友禱詞以阿拉伯語、中文、法語、波蘭語及葡萄牙語誦唸。《你是羊群的牧人》（Tu es pastor ovium）一曲於奉獻禮中被更換，教宗則誦唸《感恩經》。
彌撒接近尾聲時，良十四世發表簡短講話，特別為加沙地帶、緬甸及烏克蘭等地的衝突祈禱，呼籲和平。儀式以《天皇后喜樂經》及教宗的最後祝福作結。
今次彌撒共有約30名國家元首、200名樞機及750名主教與神父出席。整個儀式中，良十四世使用的是教宗若望保祿二世生前慣用的教宗權杖。

### 王家禮制
摩納哥夏琳親王妃、西班牙萊蒂西亞王后、比利時瑪蒂爾德王后，以及盧森堡瑪麗亞·特麗莎大公夫人，出席典禮時均穿上白色服飾，行使僅限天主教王室成員的「穿白權」（privilège du blanc）。

## 講道
教宗良十四世在講道中首先向出席典禮的信眾表達感謝，並提到在教宗方濟各逝世及其後秘密會議期間所歷經的情感起伏。他表示將以「恐懼和戰慄」的心情走近教會，以弟兄和僕人的姿態履行職責。他強調教宗職務源於聖伯多祿所肩負的雙重使命——愛與合一。
良十四世呼籲教會內部及整個世界促進合一與共融，並嚴厲譴責對地球自然資源的掠奪以及對貧弱者的排斥。他提到自己的教宗格言：「在唯一的天主內，我們合而為一」，並呼籲：「仰望基督！親近祂吧！」

## 後續
教宗良十四世在就職典禮後，步入聖伯多祿大殿，並於主壇華蓋前接見來自世界各地的150個代表團，當中包括他的兄長路易，兩人擁抱。其後，他分別與秘魯總統迪娜·博魯阿爾特及烏克蘭總統弗拉基米爾·澤連斯基會晤。
翌日（5月19日，星期一），良十四世與美國副總統JD·萬斯及美國國務卿馬可·魯比奧會面，萬斯更送上印有「Pope Leo」與羅馬數字「XIV」的芝加哥熊隊球衣作為禮物。教宗同日亦接見哥倫比亞總統古斯塔沃·佩特羅、君士坦丁堡普世牧首巴爾多祿茂、阿根廷外交與宗教事務部長赫拉爾多·韋特海因，以及其他宗教教會及宗教社群代表。
根據安排，教宗陸續接掌教宗轄下其他主要宗座聖殿。5月20日將於城外聖保祿大殿舉行儀式，並於5月25日主持拉特朗聖若望大殿與聖母大殿的接掌典禮。

## 官方代表團

### 國家

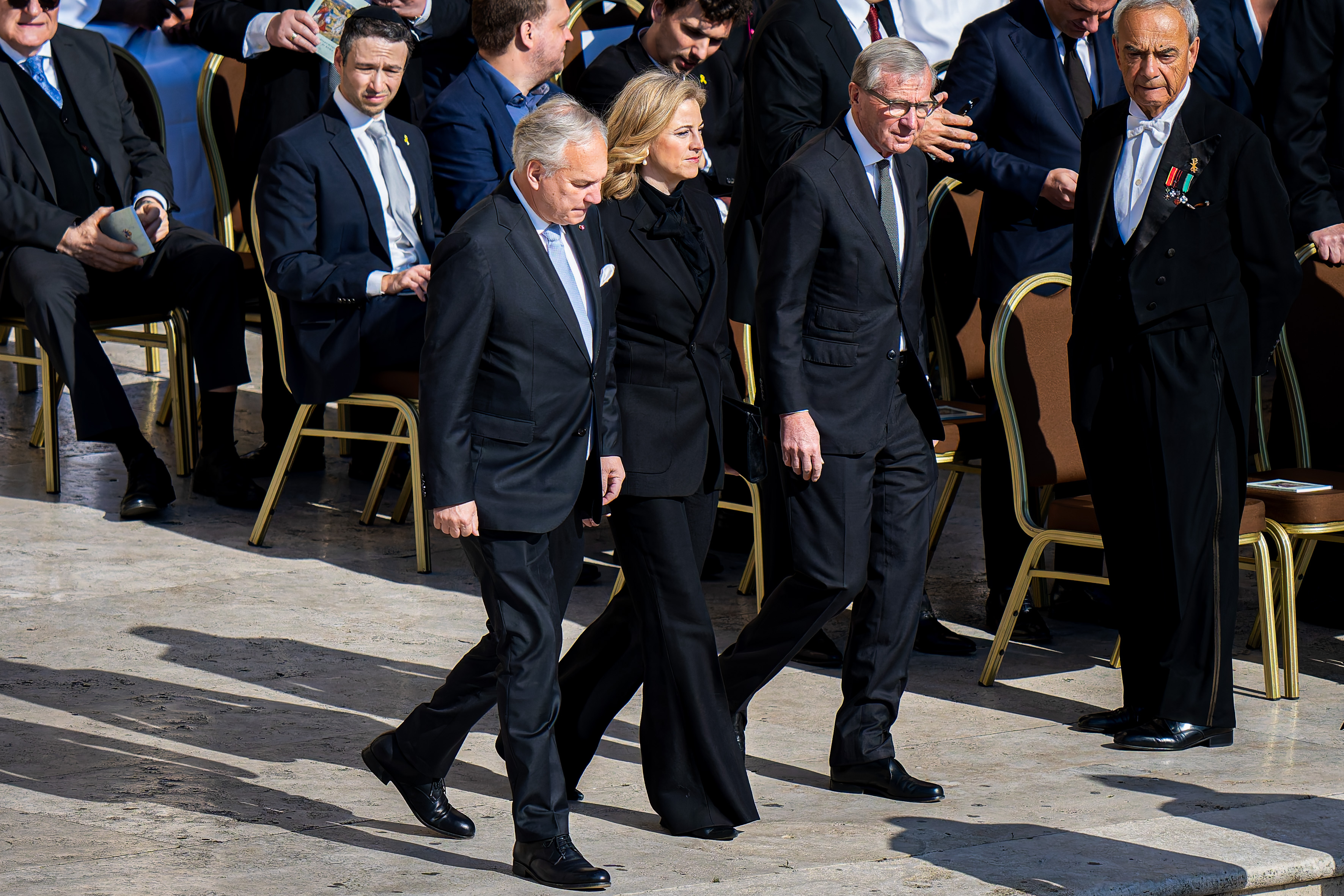
奧地利外交部長貝婭特·梅因爾-賴辛格（中）

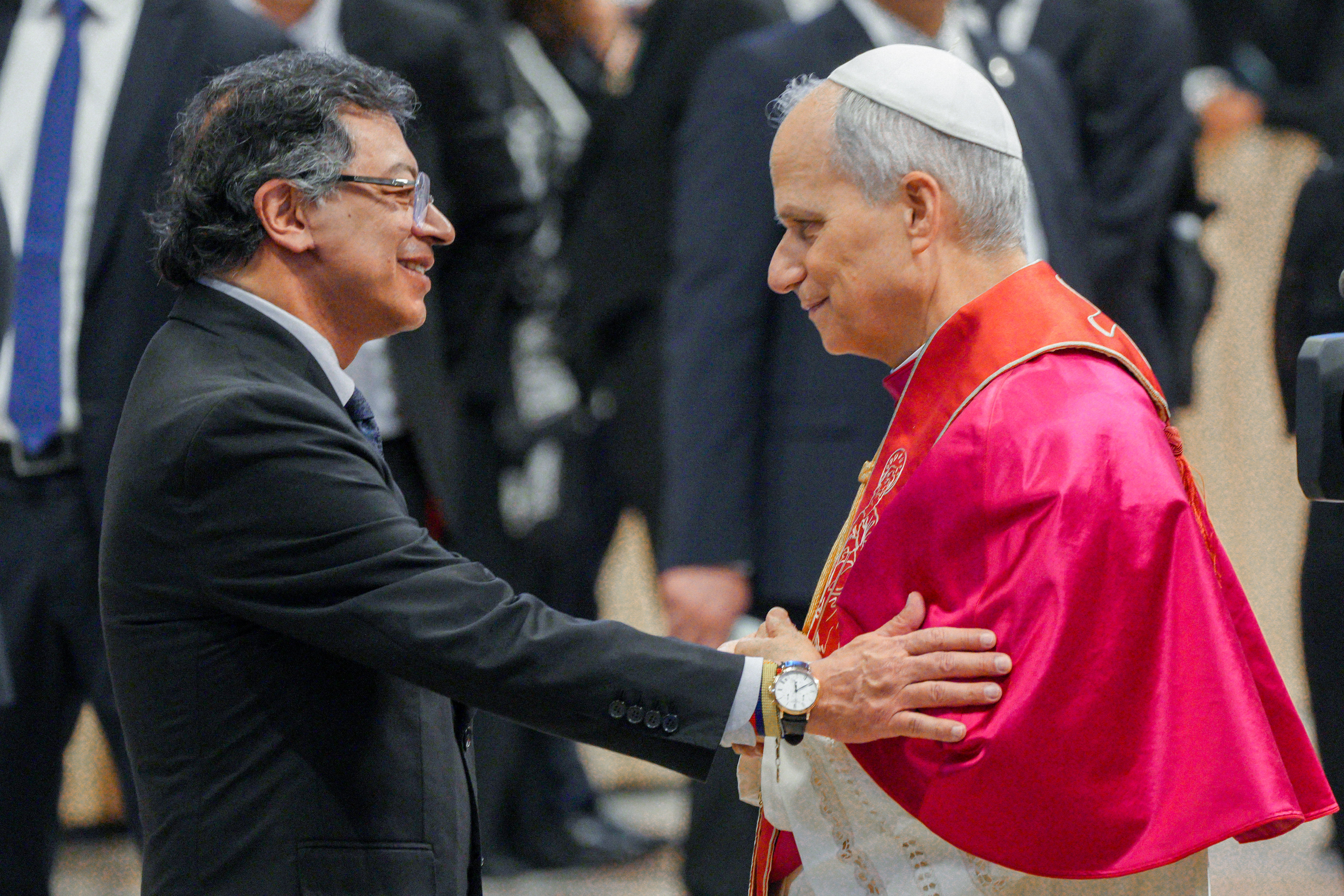
哥倫比亞總統古斯塔沃·佩特羅和教宗良十四世

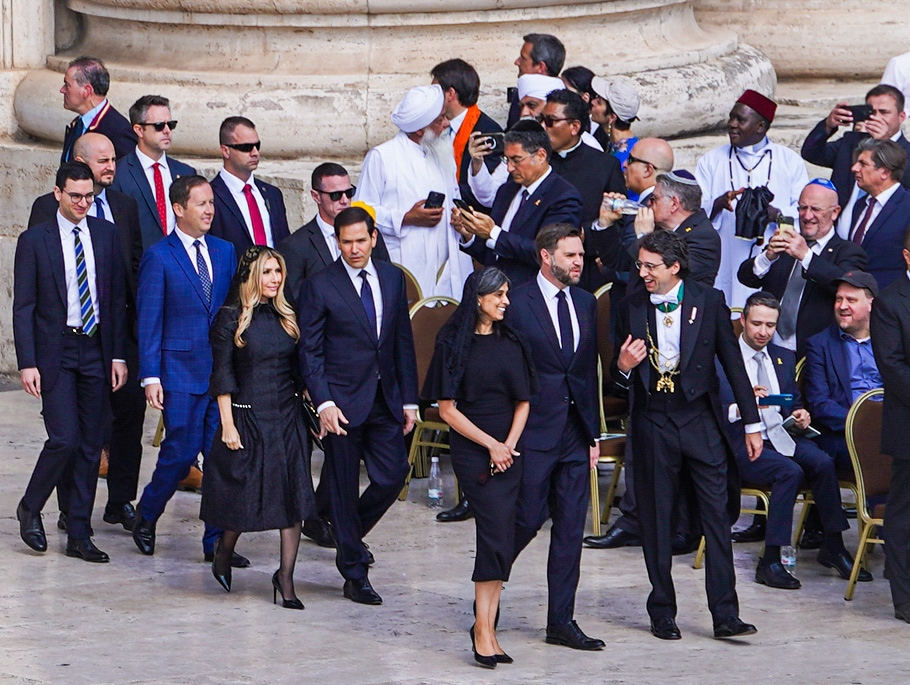
美國國務卿馬可·魯比奧和美國副總統JD·萬斯

| 國家       | 官方代表 | 參考          |
| ---------- | --- | ------------- |
| 安道尔     | 大公（西班牙）霍安·恩里克·比韋斯-西西利亞總主教、 大公駐安道爾代表（法國）帕特里斯·福爾、 首相哈維爾·埃斯波特·薩莫拉、 議會議長卡爾斯·恩森亞特            | [ 18 ]        |
|            | 總理安東尼·阿爾巴尼斯 | [ 19 ]        |
| 奥地利     | 總理克里斯蒂安·施托克爾、 外交部部長貝婭特·邁因爾-賴辛格                                                                                                  | [ 20 ]        |
| 比利时     | 國王菲利普與王后瑪蒂爾德、 首相巴爾特·德韋弗 | [ 21 ] [ 22 ] |
|            | 部長會議主席博爾婭娜·克里什托 | [ 23 ]        |
| 巴西       | 副總統傑拉爾多·阿爾克明 | [ 24 ]        |
| 加拿大     | 總理馬克·卡尼 | [ 4 ]         |
| 哥伦比亚   | 總統古斯塔沃·佩特羅 | [ 25 ]        |
|            | 總理安德烈·普連科維奇、 外交部部長戈爾丹·格爾里奇·拉德曼、 議長戈爾丹·揚德羅科維奇                                                                        | [ 26 ]        |
| 法國       | 總理法蘭索瓦·貝魯 | [ 22 ]        |
| 德国       | 總理弗里德里希·默茨 | [ 27 ]        |
| 匈牙利     | 總統舒尤克·道馬什 | [ 28 ]        |
| 愛爾蘭     | 總統麥可·D·希金斯 | [ 29 ]        |
| 以色列     | 總統艾薩克·赫爾佐格 | [ 22 ]        |
| 義大利     | 總統塞爾焦·馬塔雷拉、 總理喬治亞·梅洛尼、 外交部部長安東尼奧·塔亞尼、 參議院議長伊尼亞齊奧·拉魯薩、 眾議院議長洛倫佐·豐塔納、 憲法法院院長喬瓦尼·阿莫羅索 | [ 22 ] [ 30 ] |
| 黎巴嫩     | 總統約瑟夫·奧恩 | [ 22 ]        |
| 列支敦斯登 | 攝政王阿洛伊斯與王儲妃索菲、 首相布麗吉特·哈斯 | [ 31 ]        |
| 立陶宛     | 總統吉塔納斯·瑙塞達 | [ 22 ]        |
| 盧森堡     | 大公亨利與大公夫人瑪麗亞·特麗莎 | [ 32 ]        |
| 摩納哥     | 大親王阿爾貝二世與親王妃夏琳 | [ 21 ]        |
| 荷蘭       | 王后馬克西瑪、 首相迪克·斯霍夫 | [ 22 ]        |
| 奈及利亞   | 總統博拉·蒂努布 | [ 22 ]        |
| 巴拉圭     | 總統聖地亞哥·培尼亞、 眾議長勞爾·拉托雷 | [ 33 ]        |
| 葡萄牙     | 總統馬塞洛·雷貝洛·德索薩 | [ 22 ]        |
| 圣马力诺   | 執政官丹尼斯·布龍澤蒂與伊塔洛·里吉 | [ 34 ]        |
| 西班牙     | 國王費利佩六世與王后萊蒂西亞、 副首相瑪麗亞·赫蘇斯·蒙特羅與約蘭達·迪亞斯、 首相府大臣費利克斯·博拉尼奧斯、 反對黨領袖阿爾韋托·努涅斯·費霍                 | [ 21 ] [ 35 ] |
| 瑞典       | 王儲維多利亞、 社會事務與公共衛生大臣雅各布·福斯梅德、 烏普薩拉大主教馬丁·莫迪烏斯                                                                        | [ 36 ]        |
| 瑞士       | 總統卡琳·凱勒-祖特爾 | [ 37 ]        |
| 乌克兰     | 總統弗拉基米爾·澤連斯基 | [ 2 ]         |
| 英国       | 愛丁堡公爵愛德華王子（代表英國國王及英格蘭教會最高領袖查爾斯三世）、 副首相韋雅蘭                                                                         | [ 19 ]        |
| 美国       | 副總統JD·萬斯、 國務卿馬可·魯比奧 | [ 2 ]         |
| 秘魯       | 總統迪娜·博魯阿爾特 | [ 19 ]        |

### 其他實體
| 國際實體     | 官方代表                 | 參考   |
| ------------ | ------------------------ | ------ |
| 欧洲联盟     | 主席烏爾蘇拉·馮德萊恩    | [ 19 ] |
| 馬爾他騎士團 | 大教長約翰·蒂莫西·鄧拉普 | [ 38 ] |

### 宗教人物

#### 基督宗派
| 基督宗派             | 官方代表                                                                                  | 參考          |
| -------------------- | ----------------------------------------------------------------------------------------- | ------------- |
| 东方正统教會         |                                                                                           |               |
| 亞美尼亞使徒教會     | 主教科里雍·巴格達薩良                                                                     | [ 39 ]        |
| 科普特正教會         | 都靈與羅馬主教巴爾納巴、 德國北部主教達米安、 巴黎與法國北部主教馬克、 洛杉磯主教基里洛斯 | [ 40 ]        |
| 东方正教會           |                                                                                           |               |
| 君士坦丁堡普世牧首區 | 君士坦丁堡普世牧首巴爾多祿茂                                                              | [ 41 ]        |
| 新教教會             |                                                                                           |               |
| 聖公宗               | 主教倫納德·達威亞、 主教斯蒂芬·科特雷爾、 主教肖恩·羅伊等                                 | [ 27 ]        |
| 世界路德宗聯合會     | 安妮·布格哈特                                                                             | [ 41 ] [ 42 ] |
| 普世教會協會         | 海因里希·貝福德-斯特羅姆、 傑里·皮萊                                                      | [ 43 ]        |
| 世界歸正會           |                                                                                           | [ 41 ]        |
| 世界衛理公會         | 黛布拉·帕吉特·華萊士、 約書亞·拉特南                                                      | [ 44 ] [ 45 ] |
| 非尼西亞信仰教會     |                                                                                           |               |
| 耶穌基督後期聖徒教會 | 長老馬修·S·霍蘭德                                                                         | [ 46 ]        |

### 其他宗教
猶太教、穆斯林、印度教、佛教、錫克教、瑣羅亞斯德教和耆那教的領袖都有出席就職彌撒。
| 宗教團體 | 官方代表                                          | 參考   |
| -------- | ------------------------------------------------- | ------ |
| 猶太教   | 美國猶太人委員會宗教間事務主任、拉比諾阿姆·馬蘭斯 | [ 47 ] |